# (16964) 1998 RD59
A (16964) 1998 RD59 a Naprendszer kisbolygóövében található aszteroida. A LINEAR projekt keretében fedezték fel 1998. szeptember 14-én.